# نادية فتاح العلوي
نادية فتاح العلوي (مواليد 17 سبتمبر 1971) سياسية ومسيرة أعمال مغربية. تشغل منصب وزيرة الاقتصاد والمالية في الحكومة المغربية منذ 7 أكتوبر 2021. شغلت سابقًا منصب وزيرة السياحة والنقل الجوي والصناعة التقليدية والاقتصاد الإجتماعي في المغرب ما بين أكتوبر 2019 وأكتوبر 2021.

## مسيرتها
تُعتبر نادية فتاح العلوي إحدى الكفاءات النسائية المغربية البارزة في القطاع الخاص؛ فبعد حصولها على دبلوم من المدرسة العليا للتجارة (HEC) بباريس سنة 1994 عادت إلى المغرب لتبدأ مشوارها المهني من مدينة الدار البيضاء كمستشارة بمؤسسة “آرثر أندرسون” المتخصصة في التدقيق المالي وتمويل الشركات. انتقلت بعد ذلك إلى شركة أكسا وشغلت منصب المسؤولة عن قسم التأمين على الحياة، وهي المهمة التي استمرت فيها إلى غاية سنة 2000، لتقوم مُباشرة بعد ذلك بتأسيس شركة “ماروك إنفيست فايننس كروب” العاملة في مجال صناديق الاستثمار وتمويل الشركات والتابعة لمجموعة “تينينفيست”، وبقيت تشغل منصب المدير العام حتى عام 2004.
وبين سنوات 2005 و2009 عملت في شركة “إيسيني السعادة للتأمينات” كمديرة عامة مكلفة بقطب الدعم والتمويل. وبعد تجربة بمؤسسة “ألفين كونسيي” التي قادت خلالها تجارب رائدة على الصعيدين الإفريقي والعربي، عادت إلى شركة سهام كمديرة عامة مسؤولة عن الشؤون المالية بين 2014 و2017 وهي السنة التي حصلت خلالها على منصب المدير العام لسهام فينونس ورئيسة مجلس إدارة سهام للتأمين فرع المغرب، المنصب الذي كانت تشغله حتى لحظة تعيينها عضوة بالحكومة الجديدة.